# Jung Yi-seo
Dans ce nom coréen, le nom de famille, Jung, précède le nom personnel.
Jung Yi-seo (en coréen : 정이서) est une actrice sud-coréenne née le 13 août 1993. Elle est connue pour ses rôles dans des séries télévisées comme Tale of the Nine Tailed, Mine (en), Snowdrop et All of Us Are Dead,. Elle est aussi apparue dans des films comme Parasite, Samjin Company English Class, Real et Josée.

## Filmographie

### Cinéma
- 2014 : Kundo : Si-ra[5]
- 2017 : Real : Accro au club des pièces secrètes[6]
- 2018 : Duck Town : Femme non crédible[7]
- 2019 : Parasite : Propriétaire de pizzeria[8]
- 2020 : On July 7 : Mi-joo[9]
- 2020 : Samjin Company English Class : Employée du bureau d'audit[10]
- 2020 : Josée : Na-young[11]
- 2022 : Decision to Leave : Yoo Mi-ji[12]

Prochainement
- Determination to Part Ways[13]

### Télévision
- 2017 : Hello, My Twenties! 2 : La camarade de classe de Ye-eun[14]
- 2019 : Voice 3 : Kwon Se-young[15]
- 2019 : Drama Special (en) – Goodbye B1 : Kyung-hee[16]
- 2020 : Tale of the Nine Tailed : Kim Sae-rom[17]
- 2021 : Mine (en) : Kim Yoo-yeon[18]
- 2021 : Drama Special (en) – Atonement : Woo Hyung-joo[19]
- 2021–2022 : Snowdrop : Shin Gyeong-ja[20]

### Web-séries
- 2018 : My Ex Diary : Lee Bo-na[21]
- 2019 : Cat's Bar : Eun-joo[22]
- 2022 : All of Us Are Dead : Kim Hyeon-ju[23]
- 2022 : The King of the Desert[24]